# Charlotte Brontë
Charlotte Brontë (Thornton, 21 d'abril de 1816 - Haworth, Bradford, 31 de març de 1855) fou una novel·lista i poeta anglesa i la més gran de les tres germanes Brontë. La seva novel·la més coneguda és Jane Eyre.
La rígida disciplina imposada pel seu pare, un pastor anglicà, i la prematura mort de la seva mare i de dues de les seves germanes van perfilar la narrativa d'aquestes escriptores: Emily, autora de la cèlebre Cims borrascosos (1847), Anne, autora de La llogatera de Wildfell Hall, i especialment Charlotte, dominada per la sensibilitat i la fantasia romàntiques.
La publicació de Jane Eyre (1847), que va tenir un gran èxit, va consagrar Charlotte com a escriptora després que la seva primera novel·la, The professor, publicada pòstumament el 1856, fos rebutjada per diversos editors. Altres obres d'aquesta escriptora són Shirley (1849) i Villette (1853).